# Zentraler Immobilien Ausschuss
Der Zentrale Immobilien Ausschuss (ZIA) ist eine Wirtschaftsorganisation und Spitzenverband der deutschen Immobilienwirtschaft mit Sitz in Berlin bzw. Brüssel. In ihm in sind 34 Verbände der Branche organisiert.

## Geschichte
Die Lobbyorganisation wurde 2006 von dem Immobilienwirtschaftsmanager und heutigen Ehrenpräsidenten Eckart John von Freyend in Berlin gegründet. 14 Unternehmen waren Gründungsmitglieder. Der ZIA wurde gegründet, weil kapitalmarktorientierte Immobilienunternehmen, insbesondere Gewerbeimmobilienunternehmen, sich damals in ihren Interessen nicht ausreichend vertreten sahen. Ein Jahr nach seiner Gründung trat der ZIA dem Bundesverband der Deutschen Industrie (BDI) bei. Seit September 2007 hat der ZIA auch ein Büro in Brüssel bei der Europäischen Union. 2022 eröffnete der ZIA ein Landesbüro in der Schweiz (Zürich) und 2023 in Österreich.
Seit der Mitgliederversammlung am 17. Juni 2009 und bis zum 10. Juni 2024 war der ECE Projektmanagements-Geschäftsführer Andreas Mattner Präsident des ZIA, sodann Ehrenpräsident. Seine Nachfolgerin ist seit dem 10. Juni 2024 Iris Schöberl, Managing Director Germany&Head of institutional Client CT Real Estate Partners GmbH&Co KG.
Zum 1. Januar 2018 ging der Bundesverband Sachwerte und Investmentvermögen im ZIA auf.
Seit Januar 2024 ist Aygül Özkan Hauptgeschäftsführerin des ZIA.

## Mitglieder
Der ZIA vertritt mehr als 400 direkte Mitglieder sowie 34 Verbände mit insgesamt 37.000 Mitgliedern.
In der Mitgliederliste finden sich Wohn- und Gewerbeimmobilienunternehmen, Immobilienfondsgesellschaften, Banken- und Versicherungstochtergesellschaften, Grundstücks- und Liegenschaftsverwalter sowie andere Immobiliendienstleistungs- bzw. -beratungsunternehmen. Weiterhin finden sich in der Liste auch Mitgliedsverbände wie u. a.:
- BDB Bund Deutscher Baumeister, Architekten und Ingenieure e. V.
- BTGA Bundesindustrieverband Technische Gebäudeausrüstung e. V.
- Bundesverband Garten-, Landschafts- und Sportplatzbau e. V.
- BVI Bundesfachverband der Immobilienverwalter e. V.
- Frauen in der Immobilienwirtschaft
- Gesellschaft für Immobilienwirtschaftliche Forschung
- German Platform for Technology and Innovation (GPTI e. V.)[16]
- BVI Bundesfachverband der Immobilienverwalter
- DGNB e. V. – Deutsche Gesellschaft für Nachhaltiges Bauen
- FIABCI Deutsche Delegation e. V.
- GEFMA Deutscher Verband für Facility Management e. V.
- Immobilienverband IVD
- Verband Geschlossene Fonds
- Hauptverband der Deutschen Bauindustrie
- CoreNet Global Central Europe Chapter.
- VÖPE Vereinigung Österreichischer Projektentwickler

Der ZIA ist Mitglied des Bundesverbandes der Deutschen Industrie und der Bundesarbeitsgemeinschaft Immobilienwirtschaft Deutschland, die 2012 gegründet wurde. Neben dem ZIA sind in der BID die Verbände organisiert, die bis dahin Mitglieder der Bundesvereinigung Spitzenverbände der Immobilienwirtschaft waren. Die BSI wurde aufgelöst.

## Wirkung und kritische Betrachtung
2,7 Mio. € für 68 namentlich benannte Mitarbeiter hat der ZIA im Jahr 2023 für Lobbyarbeit angegeben, die an 23 konkreten Regelungsvorhaben mitgewirkt haben. Die Mitgliedsbeiträge im Jahr 2023 betrugen 7,4 Mio. €.
In Lobbypedia gibt es zum ZIA eine Reihe kritischer Anmerkungen. Acht persönliche Gespräche von ZIA-Vertretern mit Spitzenpolitikern werden bspw. im Zeitraum März 2018 und Oktober 2021 in der Antwort auf eine schriftliche Anfrage eines MdB der Linken berichtet.
Beim „Tag der Immobilienwirtschaft“ lädt der ZIA immer hoch- und höchstrangige politische Vertreter ein. Der ZIA nutzt wie viele Verbände mit dem Sponsoring ein von politischen Parteien ermöglichtes Verfahren zur Unterstützung, das seit 2025 Transparenzregeln unterliegt.

## Tätigkeiten

### Messen und Kongresse
Seit 2008 organisiert der ZIA jährlich den „Tag der Immobilienwirtschaft“ (TdI). Mit über 2000 Teilnehmern gilt der TdI als wichtige Branchenveranstaltung der Immobilienwirtschaft.

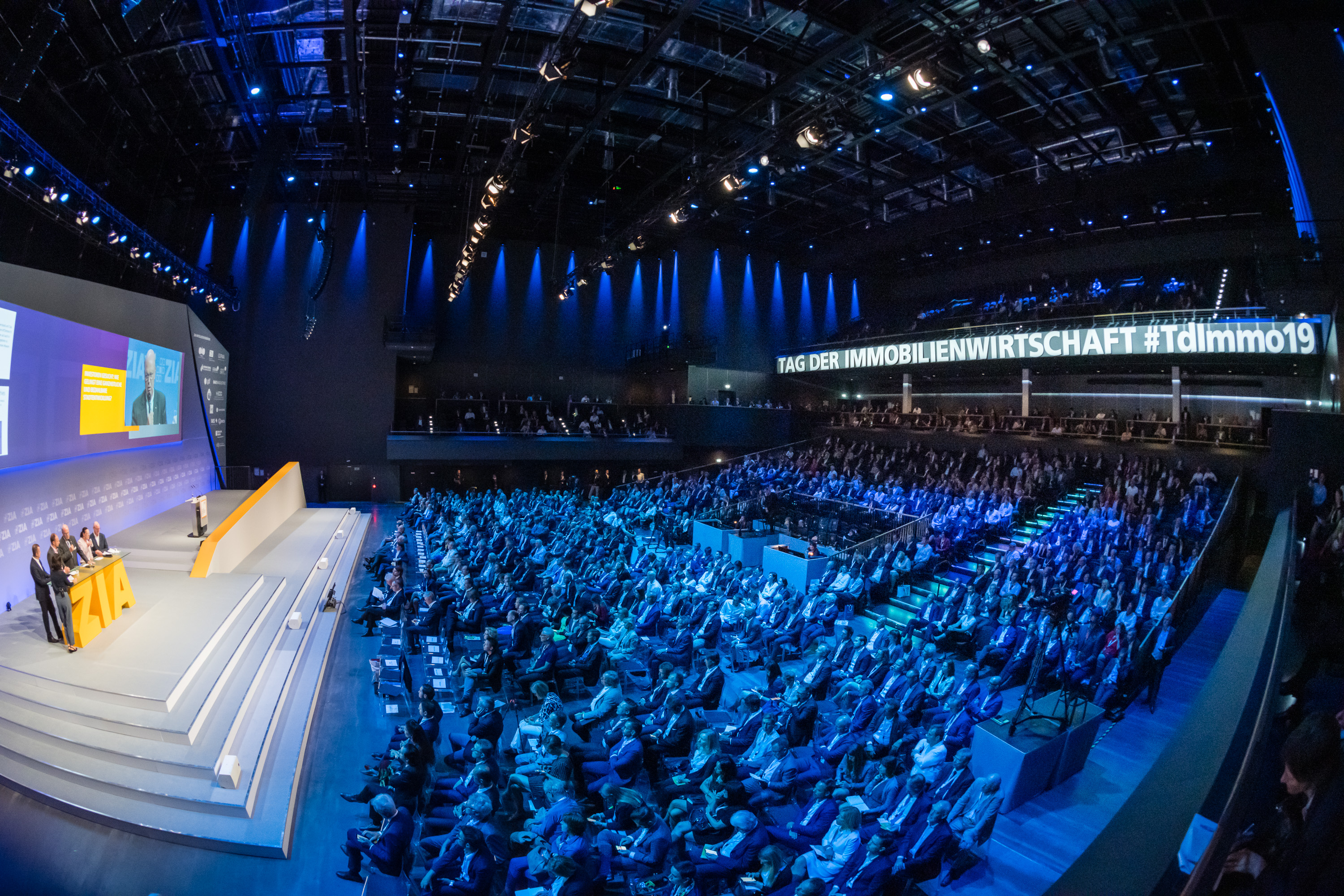
Tag der Immobilienwirtschaft 2019

Auf der größten europäischen Immobilienmesse, der MIPIM, ist der ZIA seit Jahren als einziger deutscher Immobilienverband vertreten. Gemeinsam mit deutschen Städten veranstaltet der Interessensverband Präsentationen für deutsche Standorte, z. B. beim Berlin-Brunch.

### Initiativen und Partnerschaften
Der ZIA ist Mitinitiator der Charta „Stadt und Grün“, weitere Initiatoren waren der Bundesverband Garten-, Landschafts- und Sportplatzbau e. V. und die Stiftung Die grüne Stadt.
Des Weiteren ist er Gründungsmitglied der ständigen Projektgruppe der Bundesregierung zum „Bau von Großprojekten“ und hat zehn Forderungen der deutschen Immobilienwirtschaft für Verbesserungen bei der Errichtung solcher Vorhaben erarbeitet. Die Gruppe wurde zunächst vom Bundesministerium für Verkehr, Bau und Stadtentwicklung eingerichtet, in die auch der Präsident des ZIA, Andreas Mattner, vom damaligen Minister Peter Ramsauer berufen wurde. Die Reformkommission soll den zum Teil erheblichen Kosten- und Terminüberschreitungen beim Bau öffentlicher Großprojekte auf den Grund gehen.
Ende 2014 begann der Verband eine Innovationsinitiative. Mit der Berufung eines Innovationsbeauftragten, Innovationsberichten und Analysen will ZIA die unterschiedlichen Marktakteure stärker vernetzen und Systeminnovationen wie die vom ZIA angeregte „Allianz von Immobilienwirtschaft und Pflegeversicherung“ begleiten und durch Forschung, Wissenschaft und Ausbildung weitertreiben.
Im Juni 2015 führte der ZIA gemeinsam mit dem Hauptverband der Deutschen Bauindustrie die „Leitlinien für Fair Business“ für partnerschaftliche Zusammenarbeit in der Bau- und Immobilienwelt ein. Die Leitlinien definieren Standards für die präzise Projektbeschreibung, Leistungserwartung und Einbindungsregeln in einzelnen Projektphasen und Risikoszenarien. Sie sollen Rechtsstreitigkeiten zwischen Auftraggebern und Auftragnehmern vermeiden. Die Präsidenten der ZIA empfahlen ihren Mitgliedsunternehmen, die Leitlinien in der bauvorbereitenden Phase und in der nachfolgenden Bauphase anzuwenden. Seit dem 1. Januar 2016 bieten der Hauptverband der deutschen Bauindustrie und der ZIA die „Gemeinsame Kontaktstelle Streitlösung“ an.
Der ZIA ist Gründungsmitglied im „Bündnis für bezahlbares Wohnen und Bauen“ beim Bundesministerium für Umwelt, Naturschutz, Bau und Reaktorsicherheit. Das Bündnis führt Bund, Länder, Kommunen, Wohnungs- und Bauwirtschaft, den Deutschen Mieterbund, Gewerkschaften sowie weitere gesellschaftlich relevante Akteure zusammen, um die Herausforderungen am Wohnungsmarkt zu bewältigen. Ziel ist es, gemeinsam die Voraussetzungen für den Bau und die Modernisierung von Wohnraum in guter Qualität, vorzugsweise im bezahlbaren Marktsegment, zu verbessern und das Wohnungsangebot in den Ballungsgebieten mit Wohnraummangel zu erweitern.
Seit Mai 2016 arbeitet der ZIA mit einer „Task Force Energie“ an der Lösung von Fragen zur Klimaschutzpolitik. Bundesbauministerin Hendricks hatte den Verband zur Vorlage von Vorschlägen aufgefordert. Der Task Force gehören spezialisierte Firmen des Verbandes und Energiesachverständige an.
Im Juni 2017 schlossen ZIA und das Softwareunternehmen SAP eine Partnerschaft, um die Branche weiter zu digitalisieren. Im Rahmen der Partnerschaft werde ein Digitalisierungsausschuss eingesetzt.
Im Juni 2018 gründeten ZIA und Kommunenvertreter einen Kommunalrat. Er setzt sich aus Kommunalpolitikern, Vertretern der Immobilienwirtschaft und Stadtentwicklern zusammen und soll sich vor allem Vorschläge dazu erarbeiten, wie das Ziel der Bundesregierung zu erreichen ist, mehr Wohnungen zu bauen, schlankere Prozesse und schnellere Entscheidungen mit mehr Effizienz beim Planen und Bauen zu ermitteln. Auf der Agenda stehen daher unter anderem das geplante Planungs- und Baubeschleunigungsgesetz, das Gebäudeenergiegesetz, eine Harmonisierung der verschiedenen Länderbauordnungen sowie verdichtetes und serielles Bauen. Ebenso stehen urbane Stadtentwicklung sowie Baukultur auf der Agenda.
Vorsitzende des Kommunalrats ist Eva Lohse, ehemalige Oberbürgermeisterin der Stadt Ludwigshafen und dereinst Präsidentin des Deutschen Städtetags. Ihr Stellvertreter ist Andreas Kleinau, Vorsitzender der Entwicklungs- und Vermarktungsgesellschaft HafenCity Hamburg. Zu den Vertretern der Politik zählen unter anderen die Oberbürgermeister der Städte Düsseldorf, Hannover, Dortmund, Darmstadt, Leipzig und Magdeburg sowie Münster, Würzburg, Augsburg und Rosenheim. Überdies sind die Städte Köln, Frankfurt und Hamburg durch Politiker vertreten.
Der ZIA unterstützt als Mitunterzeichner die Forderungen in der Düsseldorfer Erklärung zum Städtebaurecht für eine Reform der städtebaulichen Gesetzgebung. Gemeinsam mit über 50 Bürgermeistern, Baudezernenten, Stadtbauräten und Stadtplanern teilt der Verband die Voraussetzungen eines gelungenen Städtebaus nach dem Leitbild einer nachhaltigen Europäischen Stadt – der Leipzig-Charta. Dazu gehören die klare Trennung öffentlicher und privater Räume, die gute und dauerhafte Gestaltung von Häusern, Straßen- und Platzräumen, die funktionale Vielfalt, die soziale Vielfalt sowie die urbane Dichte.
2019 verabschiedete der ZIA einen Ethikkodex der Wohnungswirtschaft, den er selbst mitgestaltet hatte und stellte ihn im Rahmen des Tags der Immobilienwirtschaft gemeinsam mit dem Geschäftsführer des Deutschen Mieterbundes Ulrich Ropertz vor. Danach will die Wohnungswirtschaft bezahlbaren Wohnraum in allen Regionen und Städten Deutschlands bieten und Verantwortung für sicheres und bezahlbares Wohnen übernehmen. Ihr Handeln nach Grundsätzen der Sozialen Marktwirtschaft basiere auf Werten, die sich am Gemeinwohl orientieren. Diese werden in dem Codex aufgeführt.
Im Zuge der Corona-Krise hat der ZIA mit dem Handelsverband Deutschland HDE einen gemeinsamen Verhaltenskodex entwickelt. Hiermit wir dem Umstand Rechnung getragen, dass ein uneingeschränktes Festhalten an den vereinbarten Mietverträgen angesichts der bestehenden Ausnahmesituation unangemessen wäre und den Vertragsparteien nicht zugemutet werden kann. Für die Gespräche zwischen den Vertragsparteien sollte bei den staatlich verfügten Betriebsschließungen für den Regelfall eine Mietreduzierung um 50 Prozent als Richtschnur für den Schließungszeitraum dienen.
Ende 2021 hebt der ZIA ESG-Ziele zum Kodex. Die Grundlage dafür ist die ZIA ESG Charta, die Aussagen zur Bedeutung, den Selbstverpflichtungen, den Aktivitäten sowie zur Transparenz und zum Monitoring der Immobilienwirtschaft zu ESG-Themen macht. Darüber wacht im ZIA ein ESG-Rat mit externer Leitung durch den langjährigen Parlamentarischen Staatssekretär a. D. Florian Pronold. Er hat die strategische Federführung bei der Weiterentwicklung und Umsetzung der ZIA Nachhaltigkeitsagenda und der ESG-Charta.

### Jahresgutachten
Der ZIA schreibt auf seiner Webpräsenz zum Rat der Immobilienweisen: „Seit dem Herbst 2002 sorgt der ‚Rat der Immobilienweisen‘ durch seine Frühjahrsprognosen für mehr Transparenz auf den Immobilienmärkten. Mit den damals erstmals erfassten Daten zu Bruttoproduktionswert, Beschäftigten und Immobilienbestand sollte auch die Immobilienwirtschaft als einer der bedeutendsten Wirtschaftszweige in Deutschland in der öffentlichen Wahrnehmung besser verankert werden.“
Dem Weisenrat gehört ein Mitglied des Sachverständigenrats der Bundesregierung nach dem Stabilitätsgesetz an. Das Ergebnis präsentiert der Verband regelmäßig gemeinsam mit einem Vertreter der Bundesregierung; zuletzt war dies die Bauministerin Klara Geywitz.

## Organisation
Der Verein hat seinen Sitz in Berlin-Mitte. Auf europäischer Ebene ist der ZIA als German Property Federation etabliert. Die Organe des Vereins sind die Mitgliederversammlung, das Präsidium, der Vorstand und die Geschäftsführung. Inzwischen haben sich auch sechs Regionalverbände mit Regionalvorständen gebildet.
Mitglieder des Vorstands sind:
- Iris Schöberl, Präsidentin
- Andreas Mattner, Ehrenpräsident
- Andreas Engelhardt, Vizepräsident
- Eckart John von Freyend, Ehrenpräsident
- Jochen Schenk, Vizepräsident und Schatzmeister
- Rolf Buch, Vizepräsident[34]
- Jan Hendrick Goldbeck, Vizepräsident
- Ulrich Höller, Vizepräsident
- Jochen Keysberg, Vizepräsident
- Annette Kröger, Vizepräsidentin

## Fachausschüsse
- Bauen
- Bilanzierung und Bewertung
- Büro
- Corporate Real Estate
- Corporate Social Responsibility
- Digitalisierung
- Diversity
- Energie und Gebäudetechnik
- Facility Management
- Finanzierung
- Gesundheitsimmobilien
- Gewerbeimmobilienmakler
- Handel
- Hotelimmobilien
- Human Resources
- Immobilienaktien
- Investitionskapital
- Logistikimmobilien
- Marketing und Öffentlichkeitsarbeit
- Recht
- Stadtentwicklung
- Steuerrecht
- Transparenz und Benchmarking
- Wohnen

Neben den Fachausschüssen gibt es weitere Gremien, die sich mit bestimmten Themen befassen. So gibt es aktuell den Innovation Think Tank, die Task Force Energie, den Nachhaltigkeitsrat und den Wissenschaftlichen Beirat.
Der Ausschuss Hotelimmobilien hat sich inzwischen zu einem wichtigen Branchenkreis entwickelt: Der Tag der Hotelimmobilie fand am 11. November 2015 zum zweiten Mal statt und wurde gemeinsam vom ZIA und dem Claus Jacobs Network durchgeführt. Rund 300 Personen nahmen an der Veranstaltung in Berlin teil. Zu den derzeit etwa 85 Mitgliedern des Hotelausschusses zählen Unternehmen wie Motel One, Intercontinental Hotel Group, Maritim, Collier, Strabag oder Strauss & Partner.
Über die Einhaltung von ESG-Zielen der Branche wacht ein ESG-Rat unter der Ägide einer eigenständigen ESG-Charta.